# 前698年
| 千纪： | 前1千纪 |
| 世纪： | 前8世纪 \| 前7世纪 \| 前6世纪 |
| 年代： | 前720年代 \| 前710年代 \| 前700年代 \| 前690年代 \| 前680年代 \| 前670年代 \| 前660年代 |
| 年份： | 前703年 \| 前702年 \| 前701年 \| 前700年 \| 前699年 \| 前698年 \| 前697年 \| 前696年 \| 前695年 \| 前694年 \| 前693年 |
| 纪年： | 辛巳年（羊年）；周桓王二十二年；魯桓公十四年；秦出子六年；陳莊公二年；蔡桓侯十七年；鄭厲公三年；宋莊公十三年；楚武王四十三年；齊僖公三十三年；晉侯緡 九年；曲沃武公十八年；燕宣侯十三年；衛惠公二年；曹莊公四年；杞靖公六年 |

## 大事记
- 秦三父等杀出公，立故太子。
- 宋与齐、蔡、卫、陈攻郑。
- 随着古希腊人口的增长，接下来的两个世纪，古希腊的民眾開始前往地中海殖民，建立古代殖民地。他們的目的主要是寻找新食物来源。希腊半岛贫瘠多石的土壤無法種植大量農作物，也就無法滿足當地人的需要。

## 逝世
- 秦出子
- 齊釐公